# Костишин Руслан Володимирович
Русла́н Володи́мирович Кости́шин (нар. 8 січня 1977, Хмельницький) — український футболіст, півзахисник. Відомий своїми проросійськими поглядами. Після завершення активних виступів розпочав кар'єру тренера.

## Кар'єра гравця
Вихованець ДЮСШ клубу «Поділля» з рідного Хмельницького. Професійні виступи розпочав 1994 року у цьому ж місті у складі клубу «Адвіс-Хутровик», що брав участь у змаганнях третьої ліги чемпіонату України 1994—1995. Наприкінці 1994 року перейшов до основного складу «Поділля».
Влітку 1996 року 19-річний гравець привернув увагу тренерів столичного ЦСКА і вже 20 липня 1996 року він дебютував у вищій лізі чемпіонату України у грі проти київського «Динамо» (поразка 0:1). У ЦСКА (пізніше — «Арсеналі») загалом провів 6 сезонів, відігравши за основну команду клубу 131 матч, забивши 11 голів.
Наступним клубом гравця став дніпропетровський «Дніпро», в якому він грав протягом 2002—2006 років. За «Кривбас» виступав з початку 2007 року.
9 травня 2009 року, відігравши матч проти маріупольського «Іллічівця», увійшов до так званого клубу Олександра Чижевського — групи українських футболістів, які протягом своєї кар'єри провели у командах вищої ліги (Прем'єр-ліги) чемпіонату України 300 і більше офіційних матчів. На початок сезону 2009—2010 мав у своєму активі 303 гри в «еліті» української першості.
Наприкінці вересня 2009 року, після матчу проти донецького «Металурга», переведений до дублюючого (молодіжного) складу «Кривбасу». Повернувся до головної команди у весняній частині сезону 2009—2010 після зміни головного тренера.
У сезоні 2014—2015 рр. грав у першій лізі КСРФФ за ФК «Гореничі 1960» (с. Гореничі).

## Кар'єра тренера
6 лютого 2014 року очолив «Колос» із Ковалівки, за який грав зі середини 2013 року в чемпіонаті Київської області. Під керівництвом фахівця Колос пройшов шлях від аматорського колективу до Прем'єр-ліги, де посів з командою у сезоні 2019/20 5 місце і вперше в історії клубу вийшов до єврокубків. Наступного року покращив результат, посівши 4 місце.
Уранці в неділю 29 серпня 2021 року, після розгромної поразки 0:7 від київського «Динамо» подав у відставку, про що повідомив президента ковалівського «Колоса» Андрія Засуху. Після цього обійняв посаду віце-президента клубу.
19 січня 2022 року очолив казахстанський клуб «Аксу» (Аксу), який вперше у своїй історії буде виступати у казахській Прем'єр-лізі.

## Досягнення
- Бронзовий призер чемпіонату України 2003—2004.
- Член клубу Олександра Чижевського.